# Mygale
Mygale Racing Car Constructor – francuskie przedsiębiorstwo samochodowe założone w 1989 roku przez Bertranda Decostera z bazą w Magny-Cours. Zajmuje się konstrukcją samochodów wyścigowych, a w przeszłości również startami w wyścigach samochodowych.
Pierwszy samochód Mygale został zbudowany dla wyścigów Francuskiej Formuły Ford. Pierwszym dużym sukcesem ekipy były tytuły mistrzowskie Patrice Gaya w edycji francuskiej i europejskiej. Dwa lata później we Francji najlepszy był David Terrien, który również korzystał z podwozia Mygale. W 1997 roku ekipa dołączyła do stawki Brytyjskiej Formuły Ford, gdzie w 1998 roku ich kierowca, Brytyjczyk Jenson Button zdobył tytuł mistrzowski.
W Formule Renault francuskiej przedsiębiorstwo odnosiło sukcesy w latach 1995-1998. W 1995 roku mistrzem Europejskiego Pucharu Formuły Renault został Cyrille Sauvage, który prowadził samochód fabrycznego zespołu Mygale. W tym samym roku Francuz był najlepszy również w mistrzostwach Francji. Rok później David Saelens zdobył tytuł wicemistrza edycji europejskiej. W 1998 roku ekipa powróciła do stawki Europejskiego Pucharu Formuły Renault po roku przerwy. Wówczas Brytyjczyk Matthew Davies był najlepszy we Francuskiej Formule Renault, a w serii europejskiej zdobył tytuł wicemistrzowski. W 1999 roku Mathieu Zangarelli był drugi w Europejskim Pucharze Formuły Renault, a Carl Breeze w mistrzostwach Brytyjskiej Formuły Renault.
W latach 90. francuskie przedsiębiorstwo rozpoczęło również działalność poza Europą. W Stanach Zjednoczonych stało się dostawcą samochodów dla U.S. F2000 National Championship, zaś w Australii – dla Australijskiej Formuły Ford (mistrzowskie tytuły w latach 2008–2009 i 2011–2013), a od 2015 roku także dla Australijskiej Formuły 4.
W Europie, w XXI wieku, Mygale dostarczał podwozia dla Formuły Ford, Formuły BMW i Formuły 3. W Formule 3 pierwszym samochodem była konstrukcja M-06, jednak podobnie jak kolejna nie przyniosła sukcesów. W 2009 roku Meksykanin Pablo Sánchez López stanął na najniższym stopniu podium Włoskiej Formuły 3, jednak w kolejnych dwóch sezonach konstruktor w dalszym ciągu nie odnosił sukcesów. Dopiero w 2012 roku Riccardo Agostini wygrał mistrzostwa Włoch w samochodzie konstrukcji Mygale. Rok później Nick Foster był trzeci w mistrzostwach Australijskiej Formuły 3.